# Chaux-Neuve
Chaux-Neuve è un comune francese di 262 abitanti situato nel dipartimento del Doubs nella regione della Borgogna-Franca Contea.
Stazione sciistica specializzata nello sci nordico, è attrezzata con il trampolino La Côté Feuillée.

## Società

### Evoluzione demografica
Abitanti censiti